# Погорільці (Львівський район)
Погорі́льці — село в Україні, у Львівському районі Львівської області. Населення становить 294 особи. Орган місцевого самоврядування — Глинянська міська рада.

## Історія

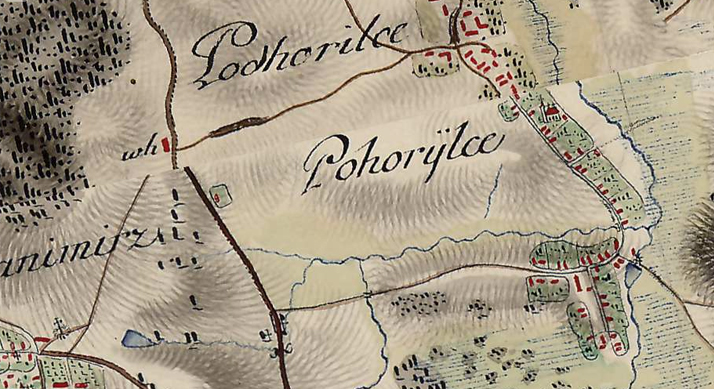
Погорільці на мапі фон Міґа 1783 року

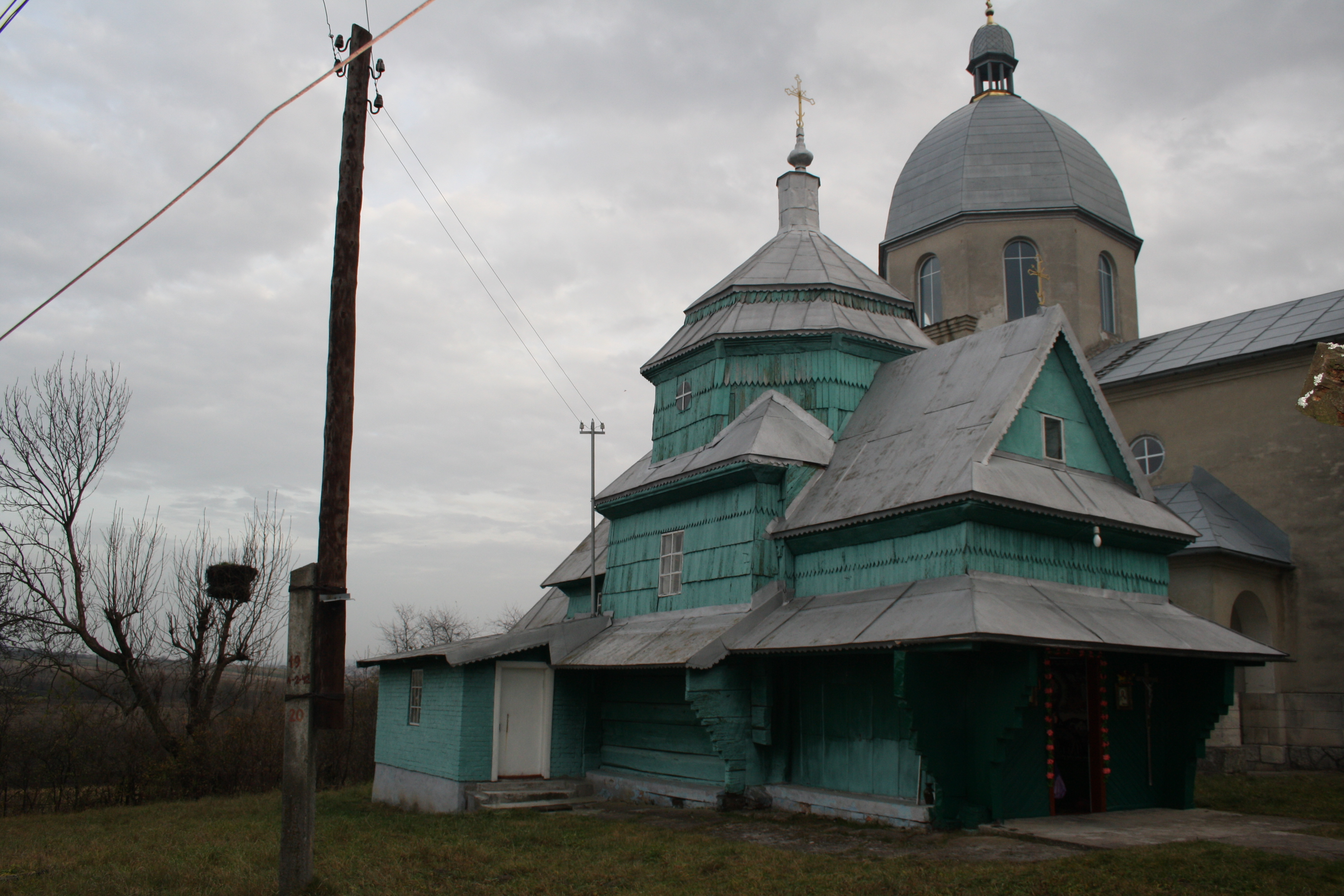
Церква святої Параскеви П'ятниці, 1772 (світлина 2014)

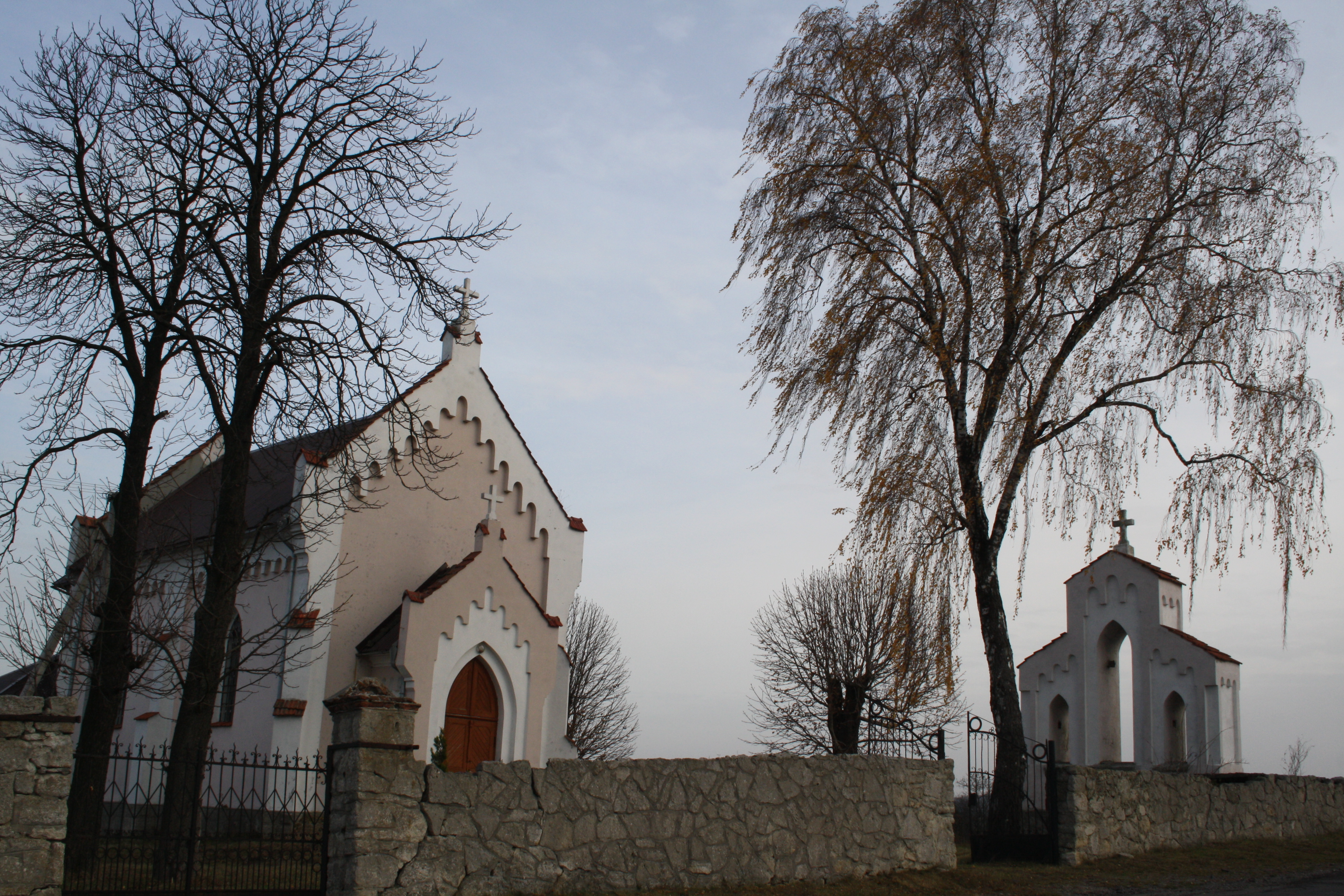
Костел святого Лаврентія (2014)

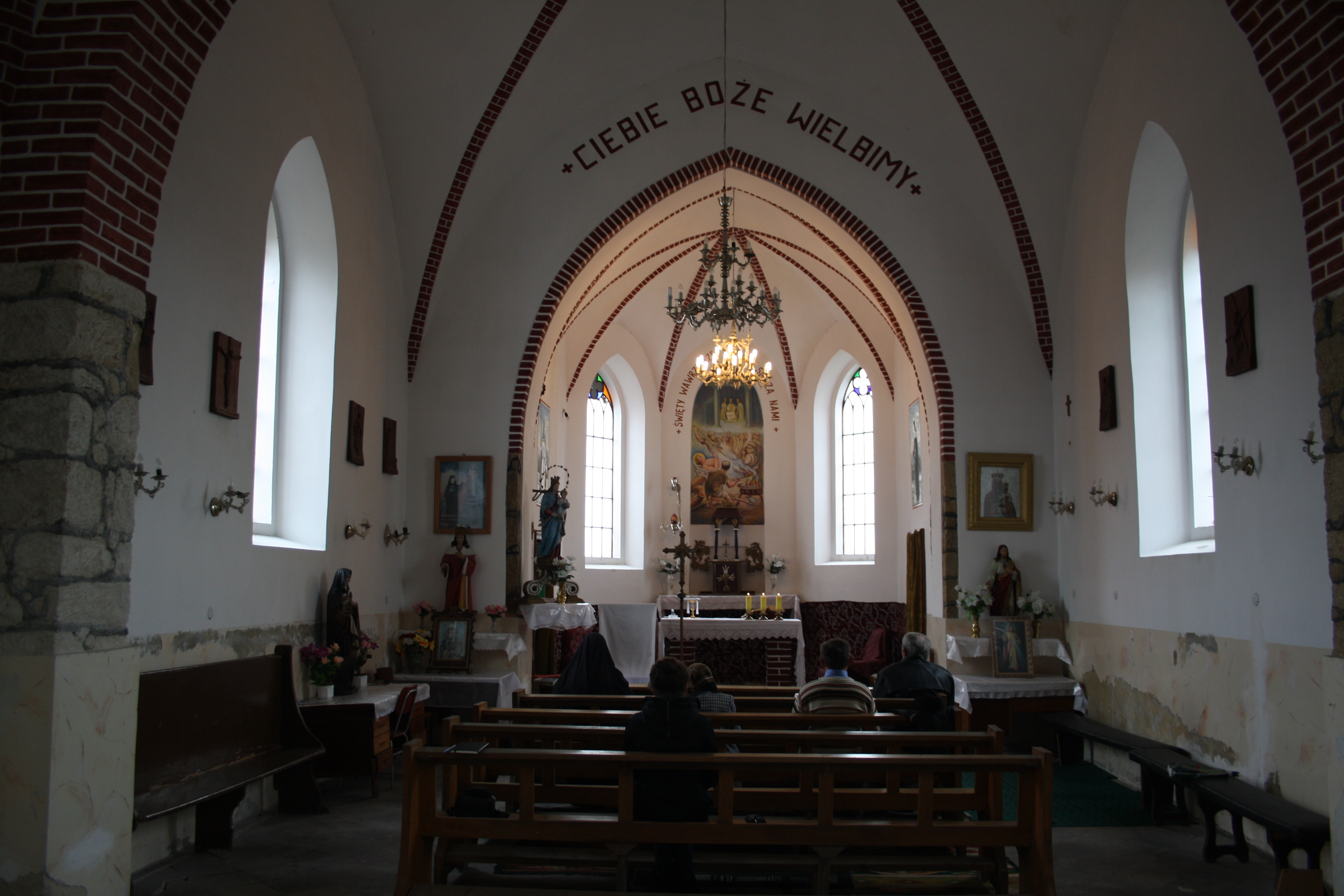
Костел святого Лаврентія, інтер'єр (2014)

Згадується 15 травня 1469 року в книгах галицького суду.В 1569 році село отримало статус міста.
Біля мурованого храму збереглася дерев'яна церква св. Параскеви 1764 р. Мало статус містечка Львівської землі Руського воєводства.
У 1515 році села Погорільці, Станимир належали Ванькові Лагодівському. Свої маєтності він передав синові Андрієві.
Ще на початку XVI ст. в селі стояв замок Лагодовських. Сліди замчиська існують ще сьогодні, місцеві мешканці  його називають "Лагодовська могила".
9 січня 1609 року львівський латинський архієпископ Ян Замойський купує с. Погорільці, Туркотин, Дворищі, Підгайчики, Лагодів за 3300 злотих. У 1648 р. селом володіла Агнета Возинська. У 1860 р. власниками маєтку були Шептицькі.
Карти кінця XVIII ст. свідчать, що у центрі Погорільців була ратуша. Досі збереглись старовинні назви урочищ: Містечко, замочок, площа Ринок. Більшість об'єктів на території села потребують кваліфікованих археологічних досліджень.
17 червня 1900 р. в селі відбулися перші загальні збори читальників  «Просвіти». Склад нараховував 90 осіб, у тому числі — 18 жінок. При «Просвіті» був театралізований гурток, товариство «Сокіл». Відбувалися фестини в супроводі  духового оркестру. Останні фестини відбулися в 1938 р. Селяни займалися ткацтвом, були шевці, ковалі, столяри, селяни мали фруктові сади. Під час українсько-польської війни молоді хлопці йшли добровольцями до Української Галицької Армії.
Боротьба ОУН - УПА проти комунізму.
У період Других визвольних змагань в селі діяло Збройне підпілля ОУН. Членом Глинянського районного проводу був, зокрема, і мешканець села Микола Магрель, псевдо Дон.
ЗВІТ РЕФЕРЕНТА СБ ЗОЛОЧІВСЬКОГО ОКРУЖНОГО ПРОВОДУ ОУН ПРО ТАКТИКУ І МЕТОДИ МҐБ ТА МВД, ЯКІ ВОНИ ВИКОРИСТОВУВАЛИ У БОРОТЬБІ З НАЦІОНАЛІСТИЧНИМ ПІДПІЛЛЯМ У ЧЕРВНІ-ЛИПНІ 1946 Р. 12 серпня 1946 р. ТАКТИКА Й МЕТОДИ МВД І МГБ.
Майже в кожному районі є потворені боївки МВД і МГБ. В склад цих боївок входять також і члени ОУН і стрільці УПА, які поголосилися. Боївки мають сталих комендантів, переважно доводять ними участкові. Беруть їх, як відходять у свій участок. Завдання тих боївок різне, пов’язане з тереновими відносинами. У Глинянщині є створена провокаційна боївка в ч[ислі] 8 осіб. Командант боївки – мол[одший] лейт[е]нант МГБ Широков. Убрана в німецькі, більшовицькі і цивіль ні уніформи. Зброя також різна. Дна 24.VI 1946 р. та боївка зайшла до с. Станимир, Глинянського р[айо] ну. Викликавши до ліса бувшу санітарку « Лесю» (зголошена), її в лісі сильно побили нібито українські повстанці. Побили за це, що вона зголосилася і симпатизує з Широковим. Відтак відпустили її додому. Вечером зійшла бо ївка з ліса до села і розпитувала за зв’язком до с. Погоріл[ь]ці. В селі один зголошений Бобків запровадив їх до свого кревняка в с. Погоріл[ь]ці, а цей пов’язав їх з дівчиною Марійкою. Марійка знова запровадила їх до хати, де мали прийти повстанці на вечерю. Коли Марійка пішла до хати, то боївка зро била під хатою засідку. Повстанці, ідучи на вечерю, не сподівались нічого, маючи розвідку, що в селі спокій. З під хати посипались на них стріли. Під час стріляни[ни] впали бойовик « Гук» і кущевий « Кучма», а решта повстанців втікла. Тоді боївка вскочила в хату, застрілила господиню, її дочку, малу дитину і дівчину Марійку. Та сама боївка нападає не селян в полі чи в лісі й грабує їх. При тому грозить, що постріляє, коли вони не перестануть доносити більшовикам.-h
В с. Погорільці  дня 1/ІІІ [1947 р.] були застукані в хаті через більшовиків з Перемишлянського р[айо] ну 4-ох боєвиків д[рузі] Морозенко, Дон, Бистрий, Голота. Боєвики відкрили вогонь вбили одного сєржанта, одного бійця, здобули кулемета Дігтярова й втекли.ttps://litopysupa.com/wp-content/uploads/2019/01/NS_Tom_23_Zolochivska_okruha_OUN_Dokumenty_i_materialy_referentury_SB_1945-1951.pdf

## Населення

### Мова
Розподіл населення за рідною мовою за даними перепису 2001 року:
| Мова       | Кількість | Відсоток |
| ---------- | --------- | -------- |
| українська | 294       | 100%     |

## Пам'ятки
1772 р. селяни Погорілець закупили і спровадили церкву дерев'яну з  Бойківщини, яка стоїть до сьогодні посеред села. 1988 р. розпочався ремонт покрівлі церкви, який 1999 р. було закінчено. У той же період у церкві було відновлено іконостас, царські ворота, бічні вівтарі, ікони (образи́). Церква під опікою св. Параскеви П'ятниці.
За кошти графині Терези Тхужніцької побудований костел з каменю і цегли (у 1910 році). У 2000-х роках зроблений ремонт. Костел під опікою святого Лаврентія. Зараз ним опікуються отці-салезіяни західного обряду, що мають осередок у Бібрці, парафіян у храмі близько 10-ти.

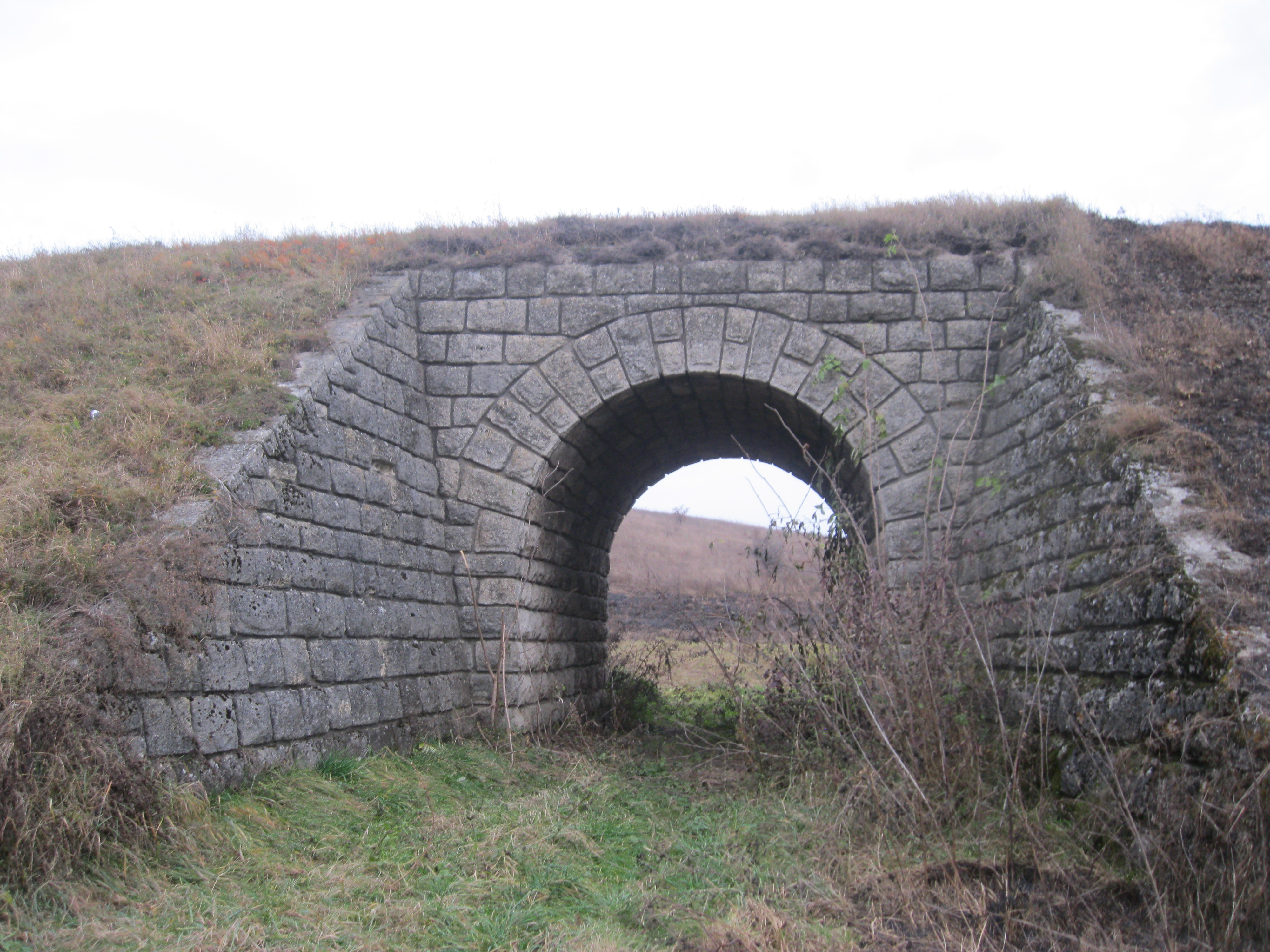
Австрійський залізничний міст у Погорільцях. Фото 2014 р.

## Транспорт

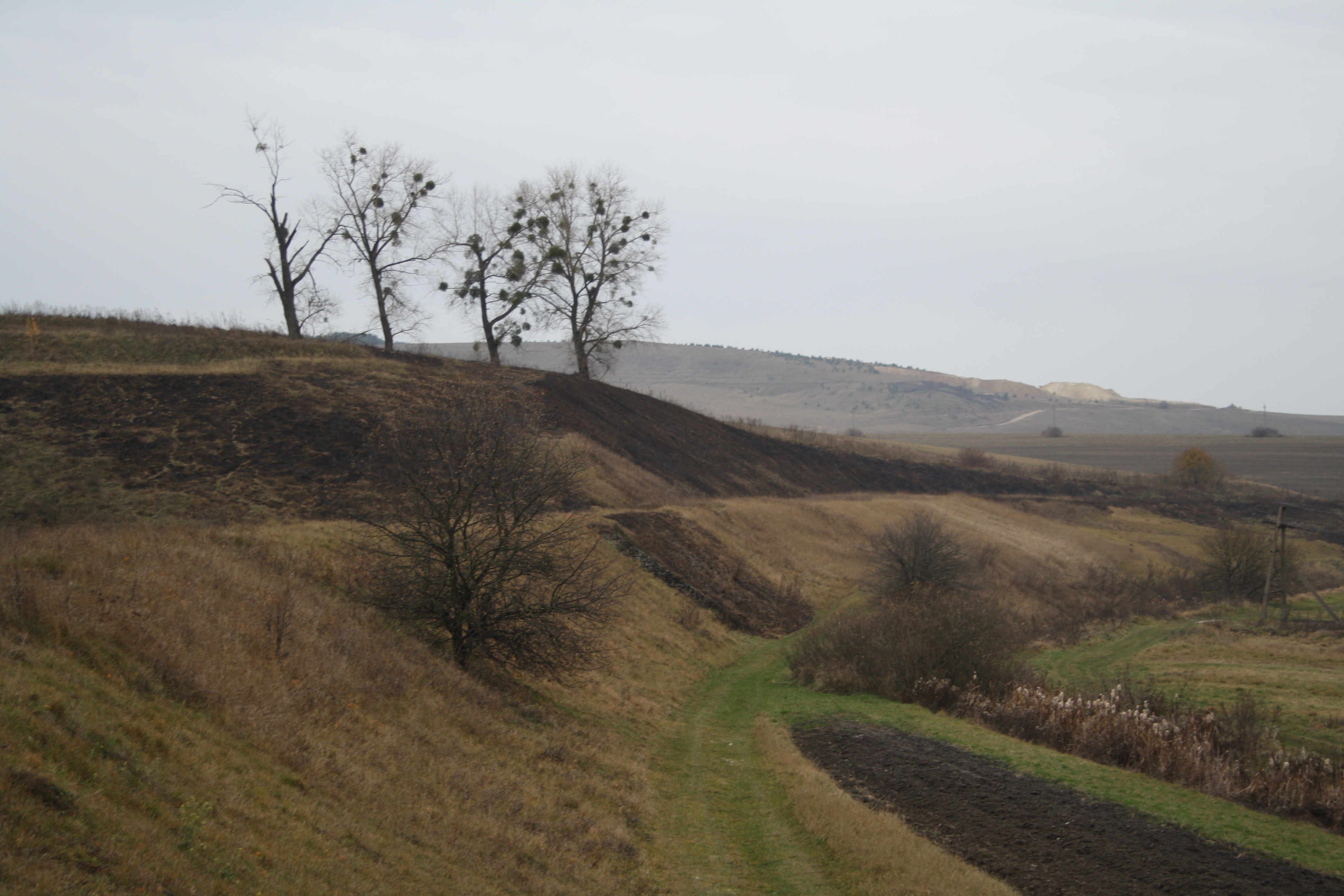
«Штрика», колишня залізнична колія у Погорільцях

Через село пролягає автомобільна дорога Т 1417, яка сполучає автодороги Н09 та М09.
Давніше через Погорільці проходила залізнична колія Львів — Підгайці, збудована за часів Австро-Угорщини, як пізніше була зруйнована. Збереглися насип (місцева назва «штрика»), невеличкий залізничний міст.